# Megachile dupla
Megachile dupla là một loài Hymenoptera trong họ Megachilidae. Loài này được Ritsema mô tả khoa học năm 1880.